# منكب الجوزاء
منكب الجوزاء أو يد الجوزاء  (محرفًا بالإنجليزية إلى Betelgeuse) هو عادةً النجم العاشر الأكثر سطوعًا في سماء الليل، ويلي الرجل الجبار ليكون ثاني ألمع نجم في كوكبة الجبار التي تعرف في التراث العربي بالجوزاء وهي غير برج التوأمين، إذ شبهتها العرب بامرأة تتوسط السماء وتحمل قوسا تصوبه نحو الأسد شرقا. ويُعد يد الجوزاء نجمًا متغيرًا شبه منتظم محمرًا إحمرارًا واضحًا، يتراوح قدره الظاهري بين +0.0 و+1.6، ويتمتع بأوسع نطاق يظهره أي نجم ذي قدر ظاهري من الدرجة الأولى. يُعد منكب الجوزاء أكثر النجوم سطوعًا في سماء الليل بأطوال موجية قريبة من الأشعة تحت الحمراء. يُسمى حسب تسمية باير α الجبار (α Orionis) أو ألفا الجبار (Alpha Orionis)، ويُختصر إلى Alpha Ori أو α Ori.
مُصنّفًا على أنه نجم أحمر فائق العملقة ضمن أطياف النجوم من النوع إم 1-2، يُعد منكب الجوزاء أحد أكبر النجوم المرئية للعين المجردة؛ إذا تخيلنا أنه مركز نظامنا الشمسي سيكون سطحه خارج حزام الكويكبات وسيبتلع مدارات كل من عطارد، والزهرة، والأرض، والمريخ، وقد يبتلع مدارات المشتري أيضًا. مع ذلك، توجد نجوم حمراء فائقة العملقة عديدة ذات أحجام أكبر في درب التبانة، ومنها الراقص وَ«في واي الكلب الأكبر». تتراوح قياسات كتلة منكب الجوزاء من أقل من عشرة أضعاف كتلة الشمس بقليل وحتى أكثر من عشرين ضعف كتلتها بقليل. يُقدّر أنه يبعد نحو 700 سنة ضوئية عن الشمس، ما يشير إلى قدر مطلق يُقدر بنحو -6. بعمر أقل من عشرة ملايين سنة، تطور منكب الجوزاء بسرعة بسبب كتلته الكبيرة، ومن المتوقع أن ينتهي تطوره بانفجار مستعر أعظم، وذلك على الأرجح في غضون مئة ألف عام. بعد أن قُذِف من مكان نشأته الأول في تجمع الجبار أو بي 1 النجمي -الذي يشمل نجوم نطاق الجبار- لوحظ تحرك هذا النجم الهارب في الوسط بين النجمي بسرعة ثلاثين كيلومتر في الثانية، مشكلًا انحناءً صدميًا تزيد سعته عن أربع سنوات ضوئية.
في عام 1920، أصبح منكب الجوزاء أول نجم خارج النظام الشمسي يُقاس الحجم الزاوي لغلافه الضوئي. أظهرت دراسات لاحقة أن القطر الزاوي (أي الحجم الظاهر) يتراوح بين 0.042 و 0.056 دقيقة قوسية، ويُعزى هذا المجال إلى التحديدات غير الكروية سوداء الأطراف، والمظهر المتفاوت عند الأطوال الموجية المختلفة. يُحاط أيضًا بغلاف معقد غير متناظر، يبلغ حجمه نحو 250 ضعفًا لحجم النجم، وذلك بسبب ضياع كتلة النجم نفسه. يتجاوز قطر آر دورادوس (أبو سيف) والشمس فقط القطر الزاوي الملاحظ من الأرض لمنكب الجوزاء.
منذ أكتوبر عام 2019، بدأ منكب الجوزاء بالخفوت بصورة ملحوظة، وبحلول يناير عام 2020، هبط سطوعه بنسبة 2.5 تقريبًا، من قدر 0.5 إلى 1.5. بحلول فبراير عام 2020، توقف خفوت منكب الجوزاء وعاد للسطوع مجددًا. لم تجد المراقبات فوق الحمراء أي تغير ملحوظ في السطوع على مدى الخمسين عامًا الماضية، ما يشير إلى أن الخفوت كان نتيجة لتغير في الإخماد ولم ينتج عن تغير أساسي في ضياء النجم. في 24 فبراير عام 2020، أشارت دراسات أخرى إلى أن حجب «الغبار كبير الحبيبات المحيط بالنجم» قد يكون التفسير الأكثر احتمالًا لخفوت النجم.

## تاريخ ملاحظته
لوحظ منكب الجوزاء ولونه الأحمر منذ القدم؛ وَصف عالم الفلك الكلاسيكي بطليموس لونَه بالكلمة اليونانية هيبوكيروس، ووصف المترجم زيج سلطاني الخاص بأولوغ بيك هذا المصطلح لاحقًا بكلمة روبيدو، وهي المرادف اللاتيني لـ«الحمرة». في القرن التاسع عشر، وقبل وضع الأنظمة الحديثة للتصنيف النجمي، شمل أنجيلو سيكي منكب الجوزاء ضمن النماذج البدئية للنمط الثالث من النجوم (البرتقالية إلى الحمراء). في المقابل، قبل ظهور بطليموس بثلاثة قرون، لاحظ علماء الفلك الصينيون منكب الجوزاء بلون أصفر؛ إذا كان هذا الأمر صحيحًا، فقد تشير مثل هذه الملاحظة إلى أن النجم كان في طور النجم الأصفر فائق العملقة مع بدايات العصر المسيحي، وهو احتمال وارد في ضوء الأبحاث الحالية حول البيئة المعقدة المحيطة بهذه النجوم.

### تسميته

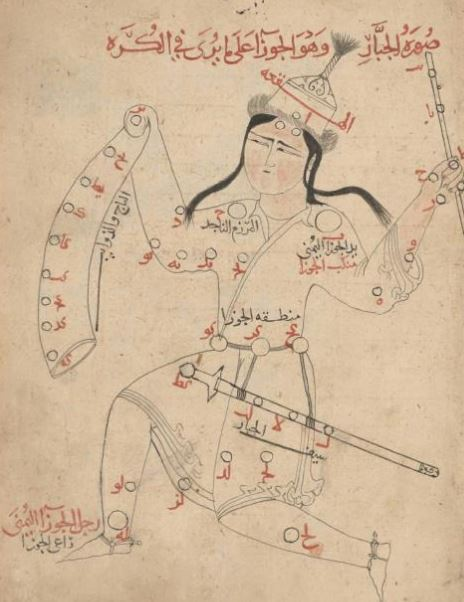
رسم توضيحي لكوكبة الجبار في كتاب "النجوم الثابتة" لـ عبد الرحمن الصوفي. يُشار إلى نجم الجوزاء باسم "يد الجوزاء"، وهو أحد المصادر اللغوية المقترحة لاسمه الحديث، ويُشار إليه أيضًا باسم "منكب الجوزاء" أو "بيت الجوزاء" ("Beteigeuze").

الاسم يأتي من العربية "يد الجوزاء" في  كوكبة الجبار (كوكبة) ، (في التراث العربي كوكبة الجوزاء) ؛ اي أن اسم النجم "يد العملاقة". وقد ورد ذلك في كتاب الأبراج الثابتة لعالم الفلك الفارسي عبد الرحمن الصوفي (ت 986م).
نشأ الشكل الألماني الحالي للاسم لأن الحرف الأول من الكلمة العربية Yā' (يـ بنقطتين) تمت قراءته عن طريق الخطأ على أنه Bā' (بـ بنقطة واحدة) وبالتالي تم نسخه إلى اللاتينية. طوال عصر النهضة، كان يُطلق على النجم اسم "بيت الجوزاء"، مع المعنى المفترض في الأصل العربي "إبط العملاقة"، على الرغم من أن الترجمة الصحيحة لـ "الإبط" كانت أبط، [31] أدى هذا إلى ظهور اسم "بيتلجوز" Beteigeuze في اللغات اللاتينية والانجلوسكسونية وغيرها.

### الاكتشافات الناشئة الباكرة
وصف السير جون هيرشل تفاوت سطوع منكب الجوزاء في عام 1836، ونشر ملاحظاته في كتاب الخطوط العريضة في علم الفلك. في الفترة بين عامي 1836 و 1840، لاحظ تغيرات هامة في الحجم حين زاد تألّق منكب الجوزاء على الرجل الجبار في أكتوبر عام 1837 ومجددًا في نوفمبر عام 1839. تبع ذلك فترة سكون امتدت لعشر سنوات، وفي عام 1849، لاحظ هيرشل دورة قصيرة أخرى من التقلب، بلغت ذروتها في عام 1852. سجل المراقبون لاحقًا نقاطًا عظمى كبيرة غير اعتيادية بفاصل عدة سنوات، ولكن بتقلب ضئيل في الفترة بين عامي 1957 و1967. أظهرت سجلات الجمعية الأمريكية لمراقبي النجوم المتقلبة (إيه إيه فّي إس أو) سطوعًا أعظميًا بنحو 0.2 في عامي 1933 و 1942، وأصغريًا بنحو 1.2 لوحظ في عامي 1927 و 1941. قد يُفسر هذا التفاوت في السطوع السبب وراء تصنيف يوهان باير، مع نشره أطلس يورانوميتريا في عام 1603، هذا النجم على أنه ألفا نظرًا إلى تغلبه على الرجل الجبار الذي يكون أكثر سطوعًا عادةً (بيتا). على خطوط العرض في القطب الشمالي، عنى لون منكب الجوزاء الأحمر وموقعه الأعلى من الرجل الجبار في السماء أن الإنويت (الإسكيمو) اعتبروه أكثر سطوعًا، ومن أحد أسمائه المحلية أولوريايواك أي «النجم الساطع».
في عام 1920، ركّب ألبرت ميكلسون وفرنسيس جي. بيز مقياس تداخل بطول ستة أمتار على مقدمة تلسكوب بطول 2.5 متر في مرصد جبل ويلسون. مع مساعدة جون أندرسون، قاس الثلاثة القطر الزاوي لمنكب الجوزاء عند 0.047«، ونتج عن هذا الرقم قطر يساوي 3.84×108 كيلومتر (2.58 وحدة فلكية) بناءً على قيمة منظور 0.018». ولكن، أدى سواد الأطراف وأخطاء القياس إلى الشك في دقة هذه القياسات.
شهدت خمسينيات القرن العشرين وستينياته تطورَين أثّرا على نظرية الحمل النجمي في النجوم الحمراء الفائقة العملقة: رسوم الستراتوسكوب ونشر كتاب بنية النجوم وتطورها في عام 1958، الذي كان بشكل أساسي من عمل مارتن شوارزشيلد وزميله في جامعة برنستون المدعو ريتشارد هيرم. نشر هذا الكتاب أفكارًا حول كيفية تطبيق تقنيات الحاسوب لخلق نماذج نجمية، في حين تنتج رسوم الستراتوسكوب بعضًا من أجود الصور للحبيبات الشمسية والكلفات الشمسية على الإطلاق عبر أخد التلسكوبات المحمولة بالمناطيد فوق الاضطرابات الأرضية، ومن ثم تأكيد وجود الحمل في الغلاف الشمسي.

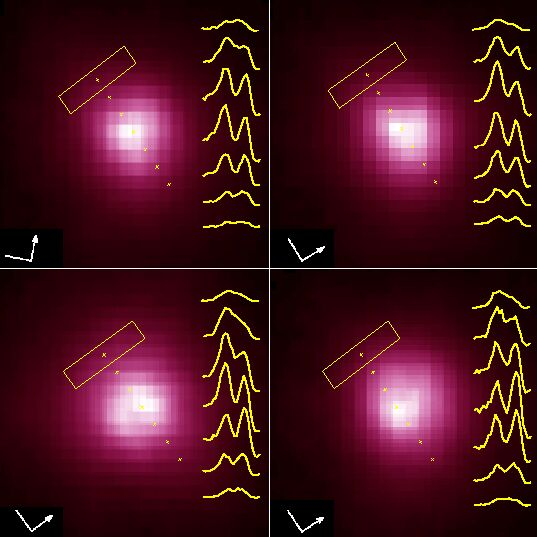
نبضات في نطاق الأشعة فوق البنفسجية (تلسكوب هابل الفضائي)
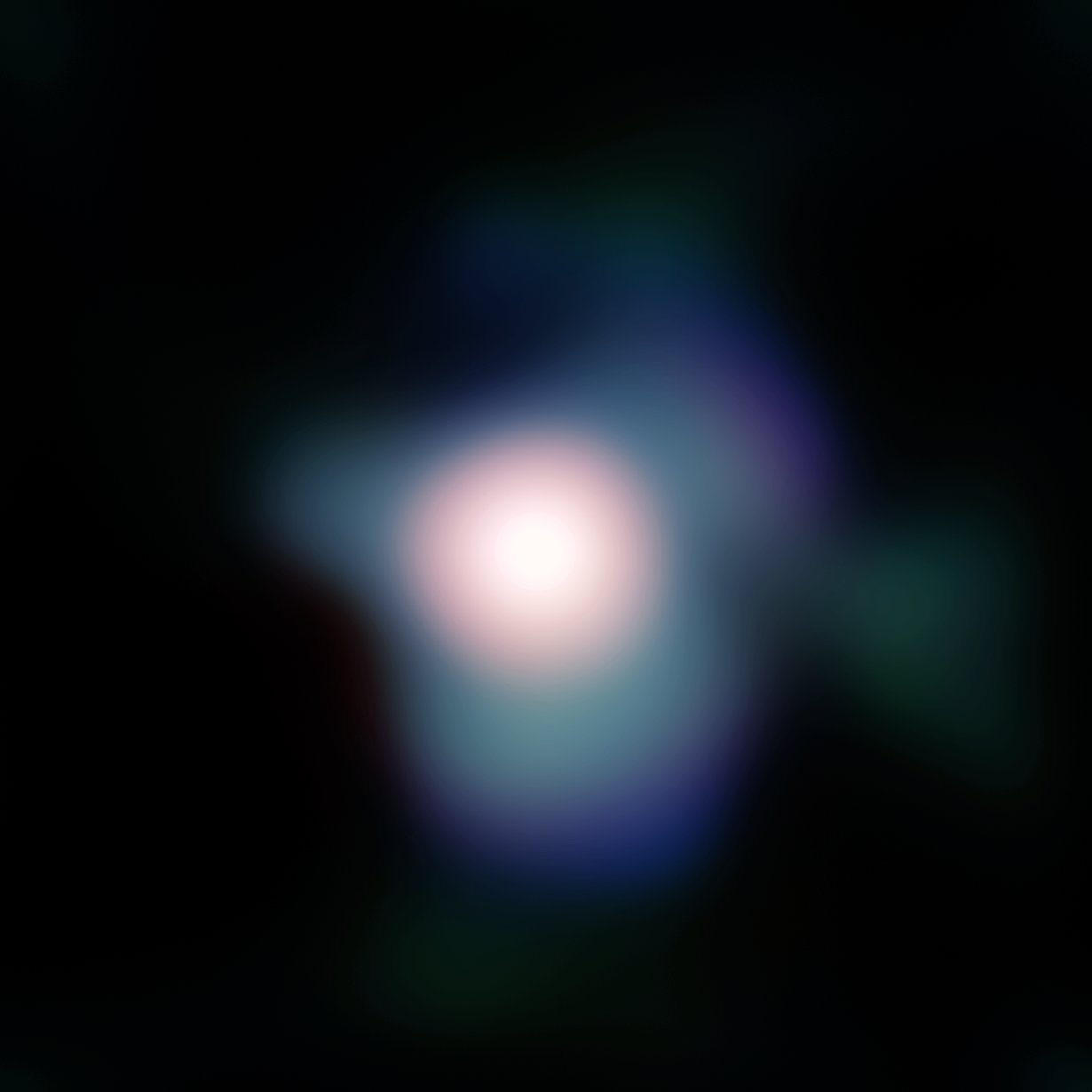
صورة عالية التفاصيل مرصد بارانال VLT
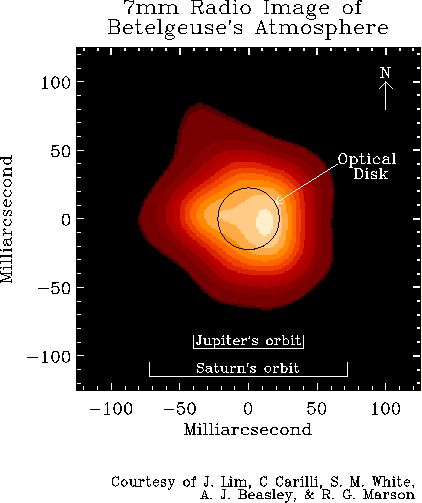
صورة في نطاق الأشعة الراديوية ذات طول الموجة 7 مليمتر.

## مستقبله كمستعر أعظم

موقع نجم منكب الجوزاء في كوكبة الجبار (كوكبة).

يعتقد بعض العلماء أن نجم منكب الجوزاء سوف ينتهي بانفجاره في صورة مستعر أعظم. وتختلف الآراء في الفترة الزمنية التي قد يحدث فيها هذا الحدث العظيم فبعضهم يعتقد أنه سيحدث خلال ألف سنة وآخرون يعتقدون أن ذلك لن يكون قبل مائة ألف سنة.
وإذا حدث المستعر الأعظم فلن يتوارى ذلك عن الأرض وسوف يغطي صفحة السماء. وفي حال انفجار عملاق أحمر كمنكب الجوزاء في صورة مستعر أعظم متوسط الشدة من المقدر أن تتضاعف شدة لمعانة نحو 16.000 مرة. ويسطع منكب الجوزاء حاليا بقدر ظاهري 0.42، وعند انفجاره سيصل ذلك إلى القدر الظاهري من −9,5 إلى −10,5 أي يكون قدره المطلق
−15,1 إلى −16,1.
ويعادل ذلك السطوع عندئذ نصف سطوع القمر. كما تقدر بعض المراجع أن انفجار عملاق أحمر كمستعر أعظم قد يصل قدره المطلق ما بين
−17 إلى −18 وربما يكون أعلى من ذلك للنجوم ذات الأقطار الكبيرة، وفي تلك الحالة قد يصل سطوع المستعر الأعظم الناشئ عن منكب الجوزاء إلى درجة سطوع القمر. ولكن نظرا لأن محور دوران منكب الجوزاء حول نفسه، فليس من المتوقع أن يصيب الأرض انفجار أشعة غاما والذي قد يتسبب في إحداث خلل للبيئة الحيوية على الأرض.
وتبين قياسات قامت بها جامعات كاليفورنيا عام 2009 أن نصف قطر منكب الجوزاء قد انكمش منذ عام 1993 بنسبة 15 % مع عدم تغير في مقدار ضيائه.

## تكوين نجم أعظم

طبقات الشمس:
1. قلب الشمس (14 مليون كلفن)
2. منطقة إشعاعية (2 مليون كلفن)
3. منطقة حمل حراري
4. غلاف ضوئي (5800 كلفن)
5. غلاف لوني (ضوء وأشعة سينية وأطياف أخرى)
6. الهالة
7. بقع شمسية
8. سطح حبيبي هائج
9. انفجار شمسي

يبيّن نجم بالغ الكبر تغيرات في طيفه المرئي وفي استقطاب الضوء وفي كل ما يصدره من أشعة كهرومغناطيسية وهي تعبر عن نشاطات متعددة تظهر على سطح النجم وتنتشر في جوه. وبالمقارنة بمعظم النجوم الفائقة العملقة التي لها ورات تغير طويلة، يبين العملاق الأحمر بصفة عامة تغيرات شبه دورية أو ربما غير دورية ذات خصائص نباضة. وقد قام العالم الفيزيائي مارتن شفارتزشيلد بدراسة تلك النجوم وقام بنشر بحث رائد في هذا الموضوع عام 1975 وهو يُرجع تغيرات الضياء إلى تغيرات في أشكال الحبيبات الحارة التي تشكلها خلايا للحمل الحراري بالغة الكبر تغطي سطح أمثال تلك النجوم.
وبالنسبة للشمس فإن تلك الخلايا تسمى حبيبات شمسية وهي تمثّل طريقة للحمل الحراري وهي التي تتسبب في اختلافات ضياء الغلاف الضوئي للشمس.
ويبلغ متوسط قطر الحبيبة في الشمس نحو 2000 كيلومتر (أي مساحة مماثلة لشبه الجزيرة الهندية) ولها عمق يبلغ نحو 700 كيلومتر. وبما أن سطح الشمس الكلي يبلغ نحو 6 ترليون كيلومتر مربع فإنه يتكون عليها نحو مليوني من تلك الحبيبات وهي التي تقع على الغلاف الضوئي. ونظرا لهدا العدد الكبير من الحبيبات فإنها تصدر ضياء بقدر ثابت نسبيا. ويعتقد أن توجد تحت تلك الحبيبات حبيبات أخرى بالغة الكبر قد يبلغ عددها 5000 إلى 10.000 حبيبة بالغة الكبر، حيث يبلغ قطر كل منها نحو 30.000 كيلومتر ويمتد عمقها إلى 10.000 كيلومتر في باطن الشمس.
ويقارن شفارتزشيلد منكب الجوزاء بالشمس ويعتقد أن منكب الجوزاء قد تحوي على عدد قليل من الحبيبات يبلغ كل منها نحو 180 كيلومتر، وعمقعا 60 مليون كيلومتر والتي تؤدي إلى عدم تساوي الحمل الحراري بسبب الخصائص المعروفة عن العمالقة الحمر من انخفاض درجة حرارتها وقلة كثافتها في طبقاتها العليا. وبناء عليه فإذا كان يظهر لنا ثلث تلك الحبيبات العظيمة في أي وقت، فقد يكون التغير في درجة ضيائها هو نتيجة للتغير الضوئي الكلي للنجم.
ويبدو أن افتراض شفارزشيلد عن وجود خلايا للحمل الحراري بالغة الكبر على أسطح العمالقة الحمر والنجوم فائقة الكبر قد لفت نظر العلماء واهتمامهم. فعندما التقط تلسكوب هابل الفضائي صورا لجوزاء عام 1995 وبين بقع ساخنة غريبة، فقد أعزى الفلكيون تلك البقع الساخنة إلى الحمل الحراري.
وبعد ذلك بسنتين شاهد الفلكيون اختلاف تناظري في توزيع ضياء النجم تبين وجود ثلاثة بقاع ساخنة على الأقل، ويتفق قدرها مع افتراض اسطح حمل حراري ساخنة.
ثم جاءت سنة 2000 حيث قامت مجموعة من العلماء تحت رعاية ألكس لوبل من مركز هارفارد-سمسونيان للفيزياء الفلكية CfA ولاحظت أن منكب الجوزاء تسود جوّه أعاصير من الغازات الساخنة والباردة. وتبين لمجموعة الباحثين أن الغلاف الضوئي لمنكب الجوزاء يتفجر من وقت لآخر باعثا كرات غاز ساخنة خلال طبقات عليا من الغبار البارد نسبيا.
كذلك فكر لعلماء في تفسير آخر وهو حدوث موجات ضغطية ناشئة عن تخلل غاز ساخن لمناطق باردة نسبيا من النجم.
وقام العلماء بدراسة جو منكب الجوزاء لمدة 5 سنوات بين عامي 1998 و 2003 بواسطة مطياف التصوير الفضائي الملحق ب تلسكوب هابل الفضائي ووجدوا أن فقاقيع غاز تظهر على أحد أطراف النجم وتهبط على طرف آخر.

### انخفاض السطوع 2019 - 2023
منذ أكتوبر 2019، تم ملاحظة انخفاض كبير في السطوع في نجم منكب الجوزاء. في فبراير 2020، وصل سطوع النجم إلى حد أدنى قدره +1.61 ماج ، بينما انخفض لمعانه إلى أقل من 40٪ من قيمته المتوسطة. لقد ظهر أكثر خفوتًا من أي وقت مضى منذ أن بدأت المراقبة الدقيقة. في ذلك الوقت، كان هناك 20 نجمًا يفوقونه سطوعًا. يُعتبر النجم منكب الجوزاء أيضًا نجمًا متغيرًا وعادةً ما يكون واحدًا من ألمع عشرة نجوم في سماء الليل. في البداية، فسر العلماء الانخفاض الكبير في السطوع بشكل مختلف. اعتبرها البعض "تراكبًا عشوائيًا للحد الأدنى لعدة دورات سطوع عادية"، وفسرها آخرون على أنها علامة على انهيار وشيك للمستعر الأعظم. أظهرت الصور المقارنة الملتقطة باستخدام التلسكوب الكبير جدًا التابع للمرصد الأوروبي الجنوبي التغيرات في لمعان منكب الجوزاء وشكلها الخارجي بين يناير وديسمبر 2019. استندت التفسيرات الأولية إلى العمليات في داخل النجم والتي لم تكن مفهومة بعد، بالإضافة إلى المواد الأكثر برودة المقذوفة التي تمتص بعض الضوء المنبعث من منكب الجوزاء.[25] ومع ذلك، يبدو أن الملاحظات عند أطوال موجية دون المليمتر تستبعد أي مساهمة كبيرة من امتصاص الغبار. وبدلاً من ذلك، اقترح أن البقع النجمية ربما كانت السبب وراء انخفاض السطوع. وفي نهاية شهر أبريل 2020، عاد النجم إلى سطوعه السابق. في أغسطس 2020، تم العثور أخيرًا على تفسير لظاهرة تعتيم نجم منكب الجوزاء كجزء من مشروع بحثي في مركز هارفارد سميثسونيان للفيزياء الفلكية استنادًا إلى الملاحظات باستخدام تلسكوب هابل الفضائي. وُجِد أن نجم منكب الجوزاء أطلق سحابة ضخمة من المواد الساخنة والكثيفة إلى الفضاء، والتي بردت بعد ذلك إلى غبار، مما أدى إلى حجب ضوء النجم وجعل نجم منكب الجوزاء يبدو أكثر قتامة من منظور المراقبين على الأرض. وقد تم تأكيد ذلك من خلال الملاحظات التي تم الحصول عليها من التلسكوب الكبير جدًا والتي نُشرت في عام 2021. لقد لاحظوا أن النصف الجنوبي من نجم منكب الجوزاء كان أغمق بعشر مرات من المعتاد أثناء مرحلة التعتيم، عندما انتشرت بقعة مظلمة عبر الغلاف الضوئي. وانخفضت درجة الحرارة على سطح النجم من 4000 درجة مئوية إلى 500 درجة في هذه البقعة. تشير الملاحظات إلى وجود سحابة غبار تشكلت بسبب التبريد على سطح النجم بعد القذف الكتلي. ووفقا للمؤلفين، تشير الملاحظات إلى عدم التجانس في القذف الكتلي للعمالقة الحمراء جنبًا إلى جنب مع الغلاف الضوئي عالي التباين وسريع التغير. في عام 2023، انعكس التطور، ويبدو النجم أكثر سطوعًا من المتوسط بشكل ملحوظ.

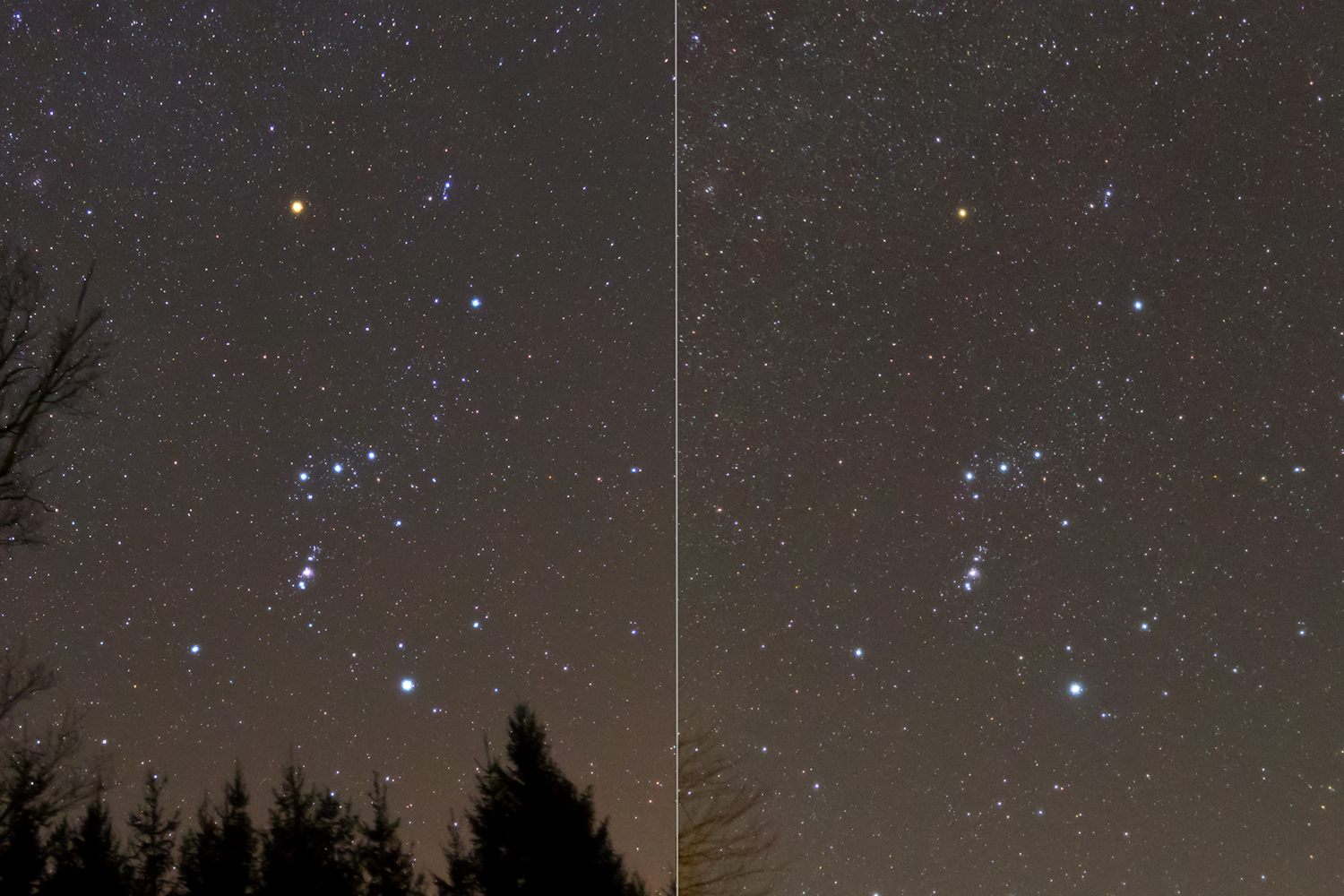
كوكبة الجبار مع نجم منكب الجوزاء في سطوعه المعتاد (يسار) وأثناء الانخفاض غير المعتاد في السطوع في أوائل عام 2020 (يمين).

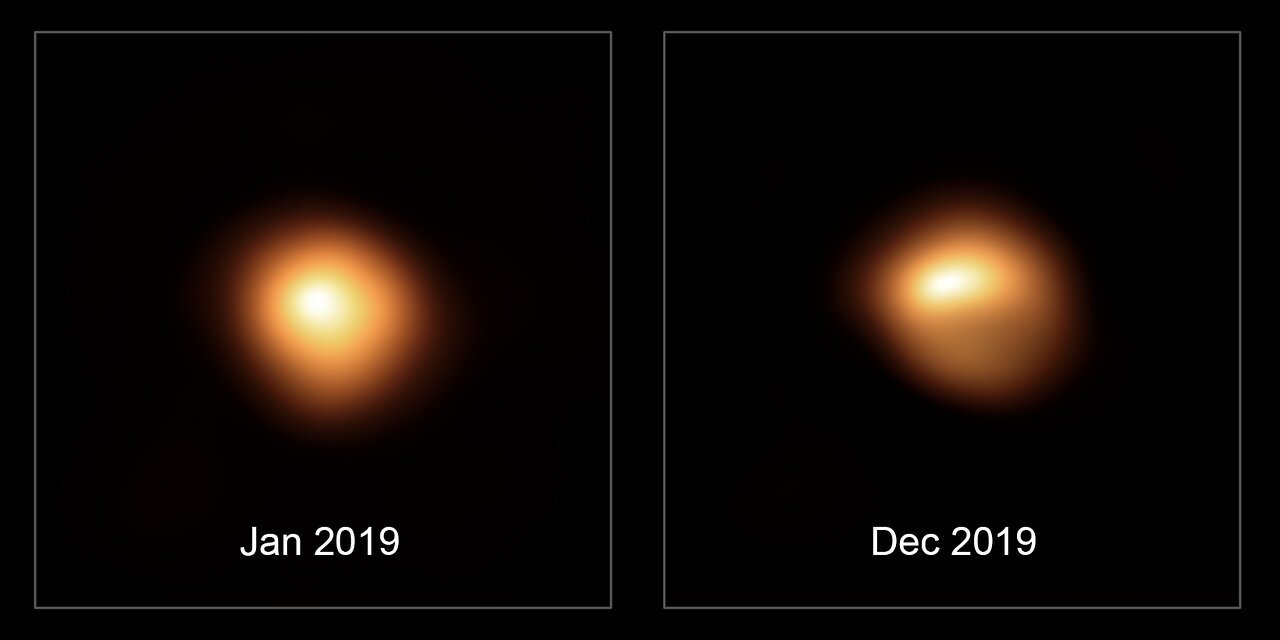
جم منكب الجوزاء في يناير وديسمبر 2019، تم التقاطها باستخدام تلسكوب كبير جدًا التابع لـ المرصد الجنوبي الأوروبي.